# كاسترو ألفيس
كاسترو ألفيس (بالبرتغالية: Castro Alves‏) هو كاتب وشاعر برازيلي، ولد في 14 مارس 1847 في Castro Alves, Bahia ‏ في البرازيل، وتوفي في 6 يوليو 1871 في سالفادور في البرازيل بسبب سل.

## وصلات خارجية
- كاسترو ألفيس على موقع IMDb (الإنجليزية)
- كاسترو ألفيس على موقع الموسوعة البريطانية (الإنجليزية)
- كاسترو ألفيس على موقع ميوزك برينز (الإنجليزية)
- كاسترو ألفيس على موقع كينوبويسك (الروسية)